# Neoepiblema
Neoepiblema (лат.) — род вымерших гигантских грызунов из семейства Neoepiblemidae парвотряда Caviomorpha, обитавших во времена неогена (13,628—5,333 млн лет назад) на территории современных Аргентины, Бразилии, Венесуэлы и Перу.  Это были наземные растительноядные животные, питавшиеся плодами и листьями.
Масса тела Neoepiblema acreensis оценивается в 80 кг.

## Классификация
По данным сайта Paleobiology Database, на апрель 2023 года в род включают 2 вымерших вида:
- Neoepiblema acreensis Bocquentin et al., 1990
- Neoepiblema horridula Ameghino, 1886typus